# 호르스트 크라우세

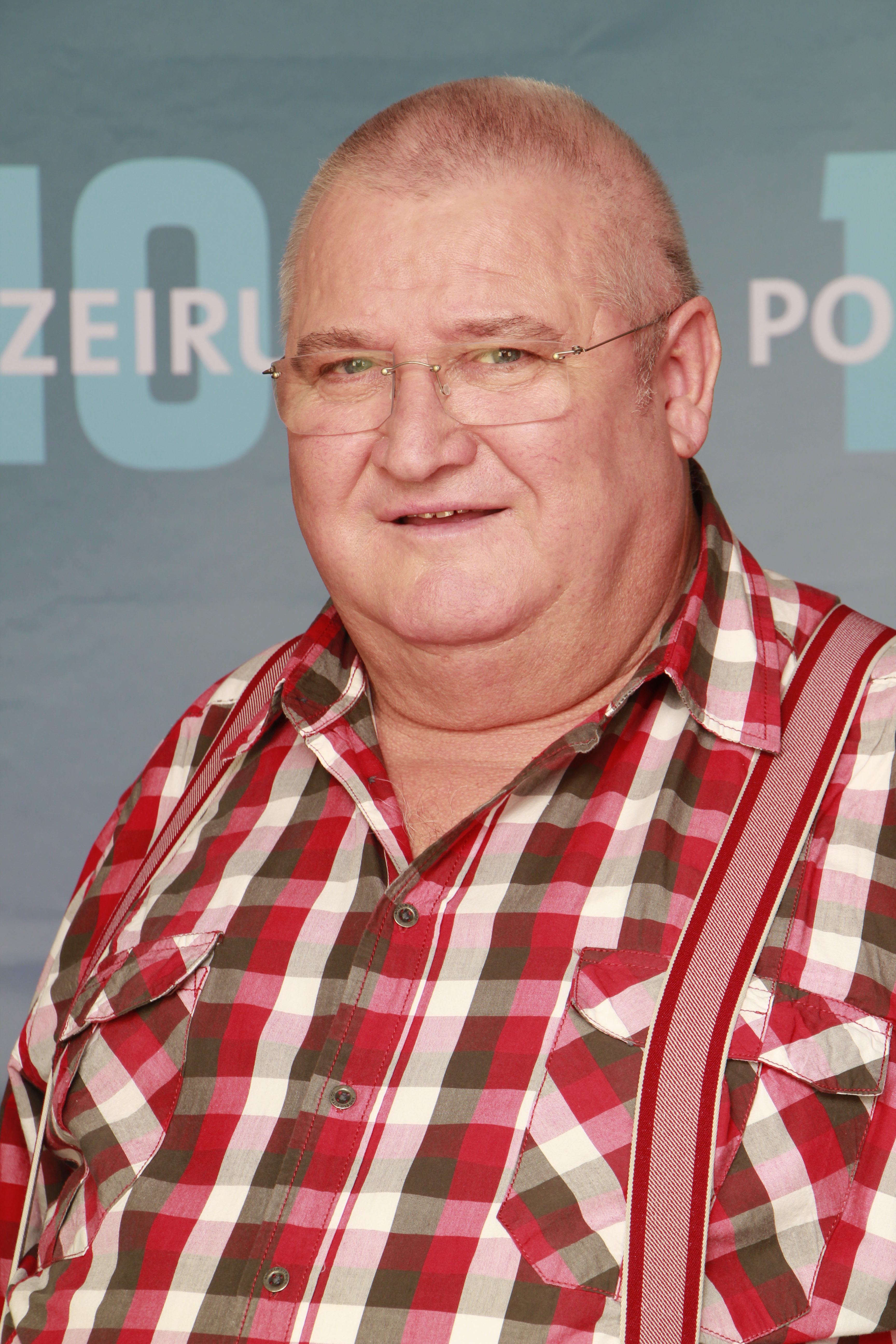

호르스트 크라우세(Horst Krause, 1941년 12월 18일 ~ )는 독일의 연극 배우, 영화배우, 텔레비전 배우이다.

## 영화
- 박스하게너 플라츠 (2010년)
- 헤비레이싱 (2007년)
- 슐츠 겟 더 블루스 (2003년)
- 그림쇼름 성 (2000년)
- 밤에 생긴 일 (1999년)
- 나이트 타임 (1998년)
- 우리도 달리 할 수 있다 (1993년)